# ميلودي (مغنية أمريكية)
ميلودي (بالإنجليزية: Melody Miyuki Ishikawa)‏ هي مقدمة تلفزيونية ومغنية أمريكية، ولدت في 24 فبراير 1982 في هونولولو في الولايات المتحدة.

## وصلات خارجية
- ميلودي على موقع IMDb (الإنجليزية)
- ميلودي على موقع ميوزك برينز (الإنجليزية)
- ميلودي على موقع ديسكوغز (الإنجليزية)